# 夏侯建
夏侯建（？—？），东平（治今山东省东平县东、汶上县附近）人，字长卿，夏侯胜堂侄，世称“小夏侯”。西汉经学家。今文尚书学“小夏侯学”的开创者。

## 生平
夏侯建本随其叔夏侯胜学习今文《尚书》，后不顾夏侯胜非议，受学于《尚书》今文学另一大师欧阳高，治经方法与夏侯胜相异。左右采获，又从《五经》诸儒问与《尚书》相出入者，牵引以次章句，具文飾說，善修章句。夏侯胜批评他是“章句小儒，破碎大道”。他也反批评夏侯胜是“为学疏略，难以应敌”。終於自成一家之學，即今文《尚书》三家之一的“小夏侯氏学”。汉宣帝时拜议郎博士。夏侯建之学被立于学官，为博士，是为《尚书》小夏侯之学，夏侯建官至太子少傅。传平陵张山拊，张山拊授同县李寻及郑宽中、山阳郡张无故、信都郡秦恭、陈留郡假苍。郑宽中授东郡赵玄；张无故授沛郡唐尊，秦恭授冯賔。著作有《尚书大小夏侯章句》二十九卷、《大小夏侯解诂》二十九篇，已佚。清朝陈乔枞辑有《尚书欧阳夏侯遗说考》，收入《皇清经解续编》。

## 子
- 夏侯千秋，传其父学，官至少府、太子太傅。